# Église Saint-Sylvain de Bonnat
Pour les articles homonymes, voir Église Saint-Sylvain.
L'église Saint-Sylvain est une église située à Bonnat, dans le département français de la Creuse en France. Construite à la fin du XIIIe et au XIVe siècle, elle est fortifiée au XVe siècle et classée au titre des monuments historiques en 1924.

## Localisation
L'église est située sur la commune de Bonnat dans le département français de la Creuse en région Nouvelle-Aquitaine.

## Historique
L'église a été construite à la fin du XIIIe et au XIVe siècle. Elle a été fortifiée au XVe siècle.
L'édifice est classé au titre des monuments historiques en 1924.

## Description

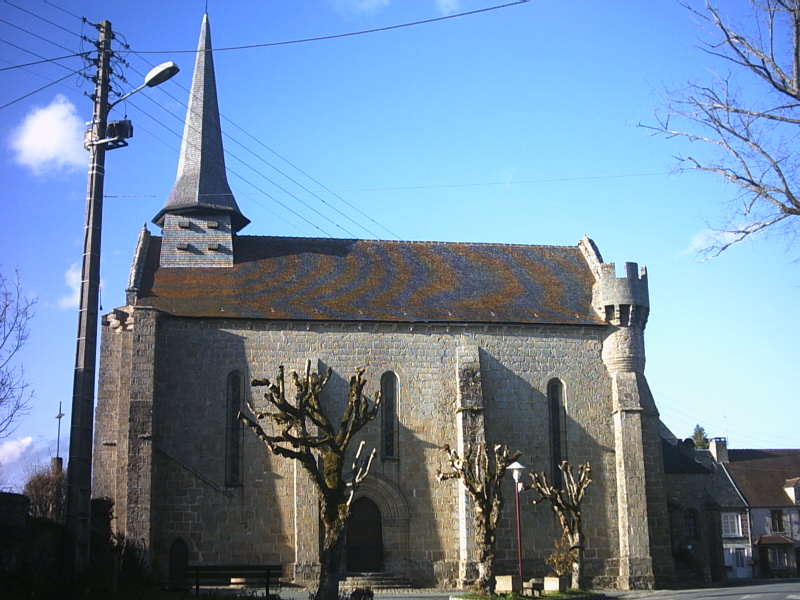
Vue générale.
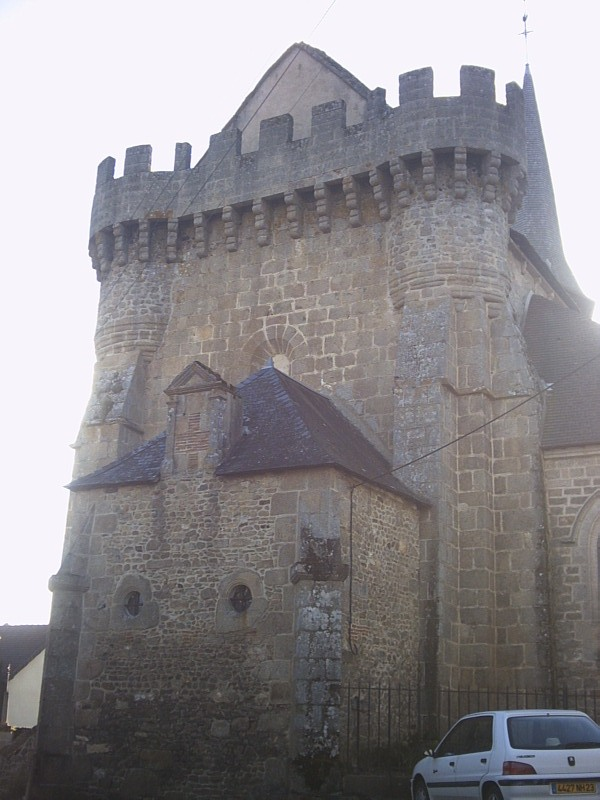
Vue des créneaux.